# Comunità di Primiero
La Comunità di Primiero è una comunità di valle della Provincia autonoma di Trento di 9 830 abitanti con capoluogo Tonadico (Primiero San Martino di Castrozza).

Si trova nella parte orientale della provincia e comprende 5 comuni prima facenti parte del Comprensorio del Primiero. Il suo numero identificativo è il 2.

## Geografia
La comunità si estende su una superficie di 413 km², e confina a nord con il Comun General de Fascia (11), ad est con la Provincia di Belluno, a sud con la Comunità Valsugana e Tesino (3) e ad ovest con la Comunità territoriale della Val di Fiemme (1).
Il territorio della comunità è composto dai comuni del Primiero, chiamata anche Val Cismon, con il comune di Canal San Bovo nella Valle del Vanoi e il comune di Sagron Mis nella Valle del Mis. Quest'ultimo è l'unico comune trentino a fare parte del bacino imbrifero del fiume Piave.

## Storia
La Comunità di Primiero fu istituita con la legge provinciale 16 giugno 2006, n. 3; è successore del Comprensorio di Primiero.

### Simboli
Stemma: Scudo ovale ripartito verticalmente con le seguenti figurazioni: - al centro Lontra stilizzata in rilievo di colore nero. Il campo di destra di colore azzurro. Il campo di sinistra di colore verde.- Cornice e cartiglio in rilievo d’oro. (Statuto)
Gonfalone: Drappo rettangolare ricadente perpendicolarmente bipartito verticalmente in due fasce: - a sinistra di colore rosso - a destra di colore bianco terminanti ad angolo e frangiate d’oro. Nel centro lo stemma della Comunità di Valle con scritta superiore: “Comunità di Primiero” in oro. (Statuto)
(stemma e gonfalone già usati dal Comprensorio (D.G.P. 03/04/1985))
Bandiera: Drappo partito di bianco e di rosso, con al centro lo stemma della Comunità.

## Idioma
La base dell'idioma del Primero è la variante settentrionale della lingua veneta, facente parte dei dialetti veneto-alpini. Il dialetto è quindi molto simile a quello di Feltre, con limitate influenze dal dialetto trentino. Delle particolarità si riscontrano nella Valle del Vanoi, la cui parlata è influenzata dal valsuganotto, e a Sagron Mis, la cui posizione fa sì che si parli il dialetto dell'Agordino. Nella parlata primierotta sussistono inoltre influenze dal tedesco e dal ladino.

## Luoghi d'interesse
Zona del Trentino ad alta vocazione turistica, il principale centro di attrazione è la rinomata stazione sciistica di San Martino di Castrozza. Le sue origini quale meta turistica risalgono alla fine del XIX secolo, ma la grande espansione avvenne negli anni cinquanta del Novecento. Prima parte dei comuni di Siror e Tonadico, dal 2016 è stato eretto a municipio del nuovo comune capoluogo di Primiero San Martino di Castrozza, nato a seguito di una fusione.
Sebbene sia il turismo invernale a rivestire il ruolo di motore economico del Primiero, il paesaggio caratterizzato dalle Dolomiti permette una sua fruizione anche nel corso della stagione estiva. Rinomate mete turistiche sono le Pale di San Martino e più in generale il Parco naturale Paneveggio - Pale di San Martino.

## Infrastrutture e trasporti
Il territorio comunitario si trova in una posizione strategica di collegamento tra il Veneto nord-orientale e le valli trentine più turistiche; per questo motivo è attraversata da diverse arterie stradali, la principale delle quali è la Strada statale 50 del Grappa e del Passo Rolle, che mette in comunicazione la Provincia di Belluno con la Val di Fiemme.
Termina a Fiera di Primiero la Strada statale 347 del Passo Cereda e del Passo Duran, che permette di collegare il Primiero con il Cadore, mentre da Canal San Bovo sale la SP 79, che superato il Passo Brocon consente di raggiungere l'Altopiano del Tesino e la Valsugana.

Tra Siror e Imer corre una pista ciclabile di 11 km.

## Assetto amministrativo
- Presidente: Roberto Pradel
- Consiglio di Comunità: Presidente e 10 componenti
- Conferenza dei sindaci: Presidente e 5 componenti
- Inizio mandato: 11 luglio 2015

## Comuni
| Stemma | Comune                            | Popolazione | Superficie | Altitudine | Nome locale |
| ------ | --------------------------------- | ----------- | ---------- | ---------- | ----------- |
|        | Canal San Bovo                    | 1 468       | 125,68     | 758        | Canál       |
|        | Imer                              | 1 183       | 27,73      | 670        | Imèr        |
|        | Mezzano                           | 1 597       | 48,85      | 640        | Medán       |
|        | Primiero San Martino di Castrozza | 5 398       | 200,74     | 750        |             |
|        | Sagron Mis                        | 184         | 11,06      | 1 062      | Saĝrón Mís  |

1. ↑  Dati ISPAT aggiornati al 1º gennaio 2019
2. ↑  Dati espressi in km²
3. ↑  Dati espressi in metri sul livello del mare
4. ↑  Nome della località nell'idioma locale (dialetto primierotto)

## Galleria d'immagini

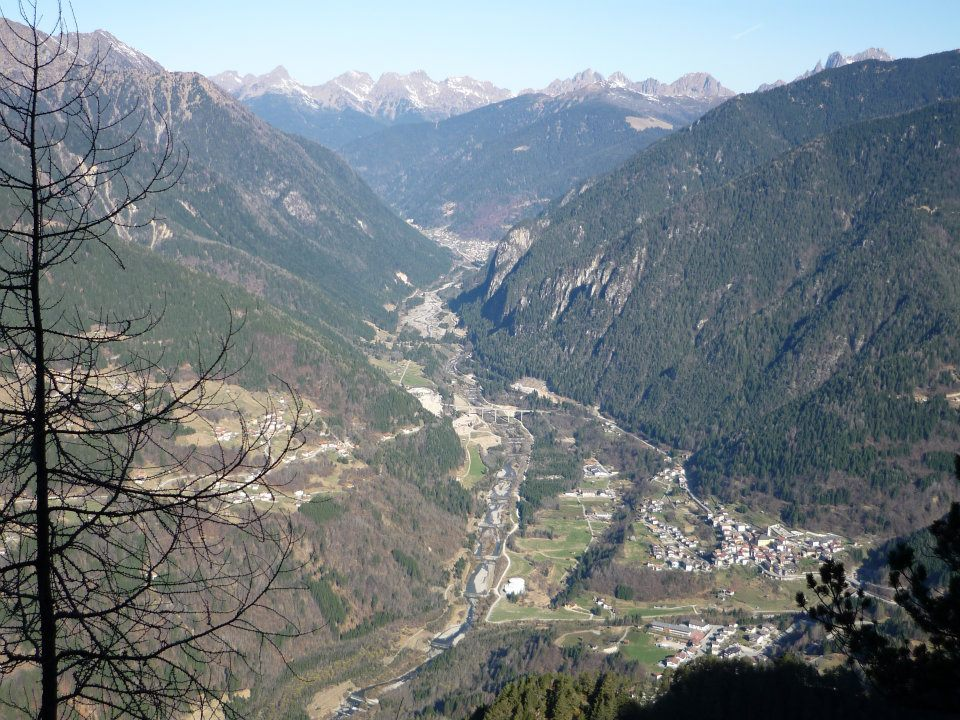
Valle del Vanoi
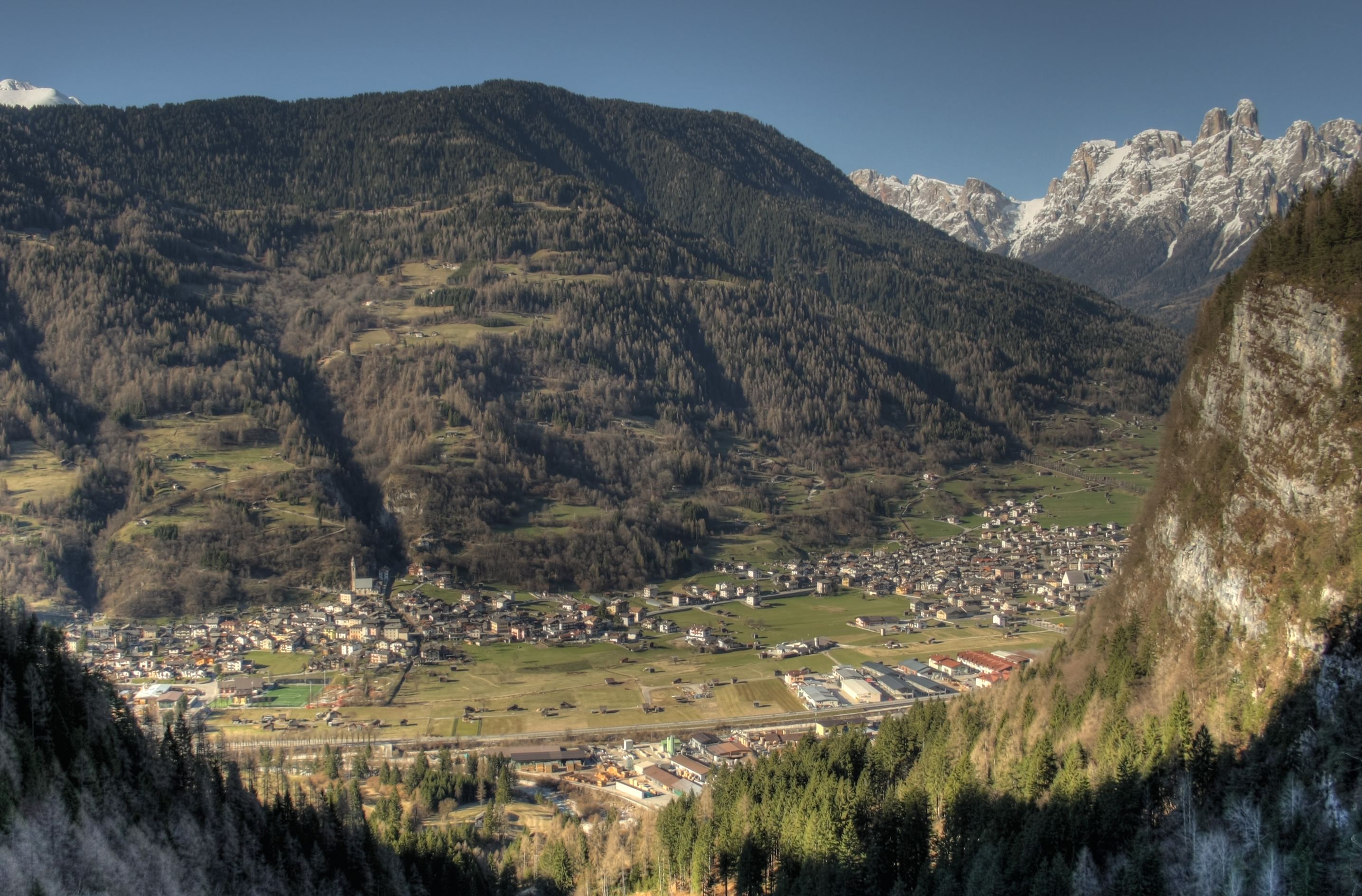
Panorama di Imer e Mezzano
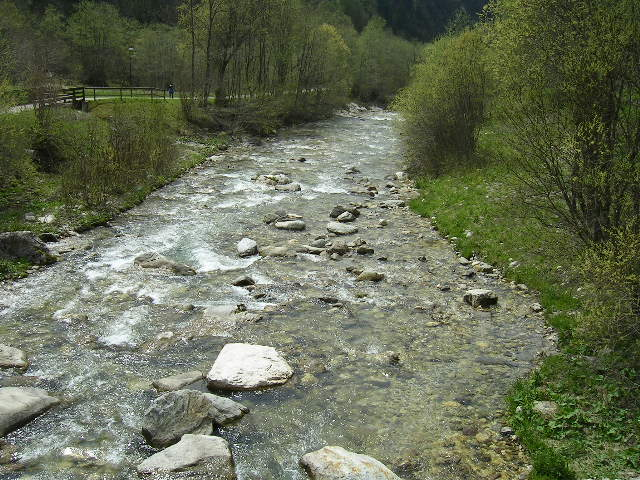
Il torrente Cismon a Mezzano
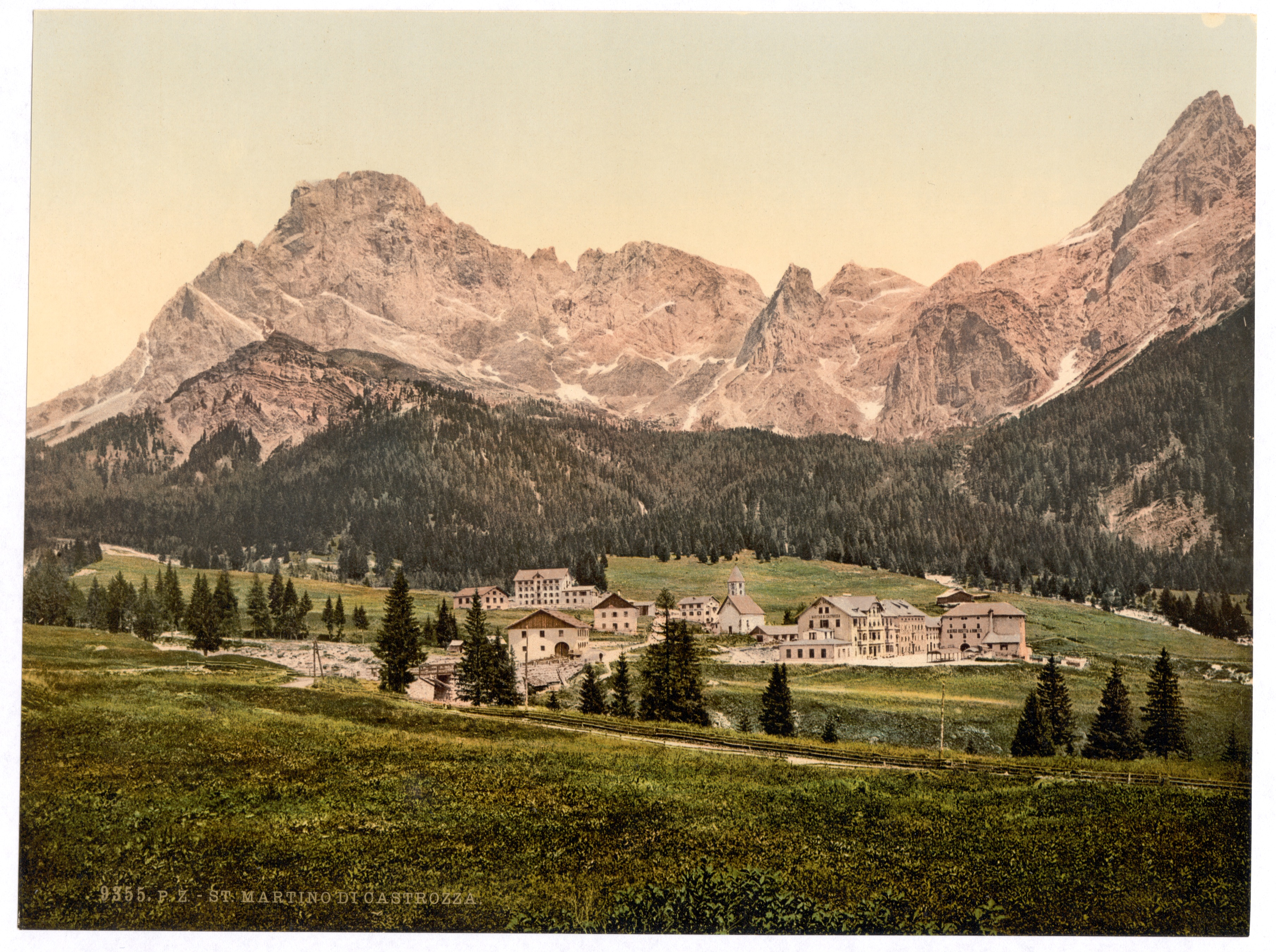
San Martino di Castrozza nel XIX secolo
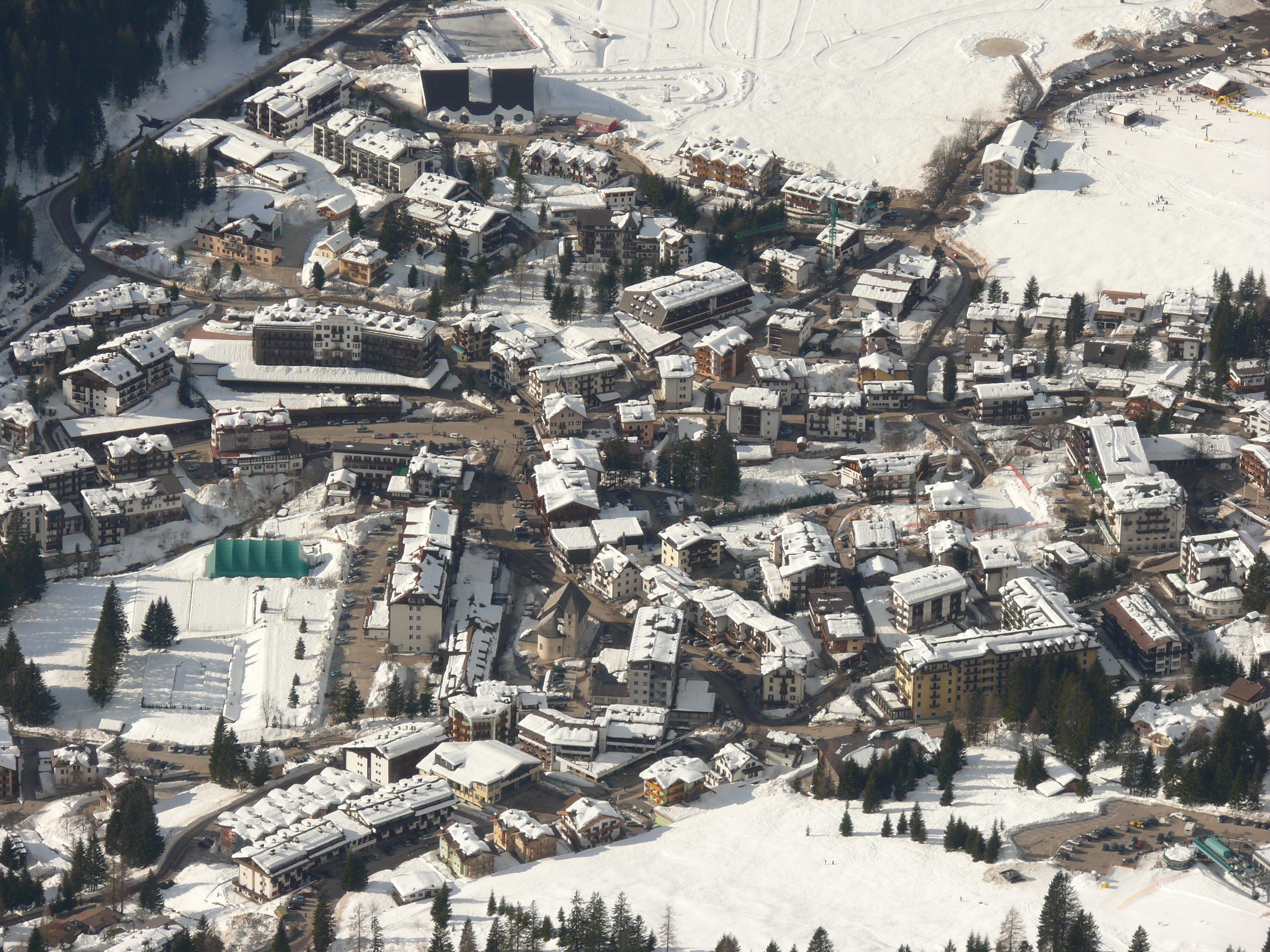
San Martino di Castrozza nel XXI secolo
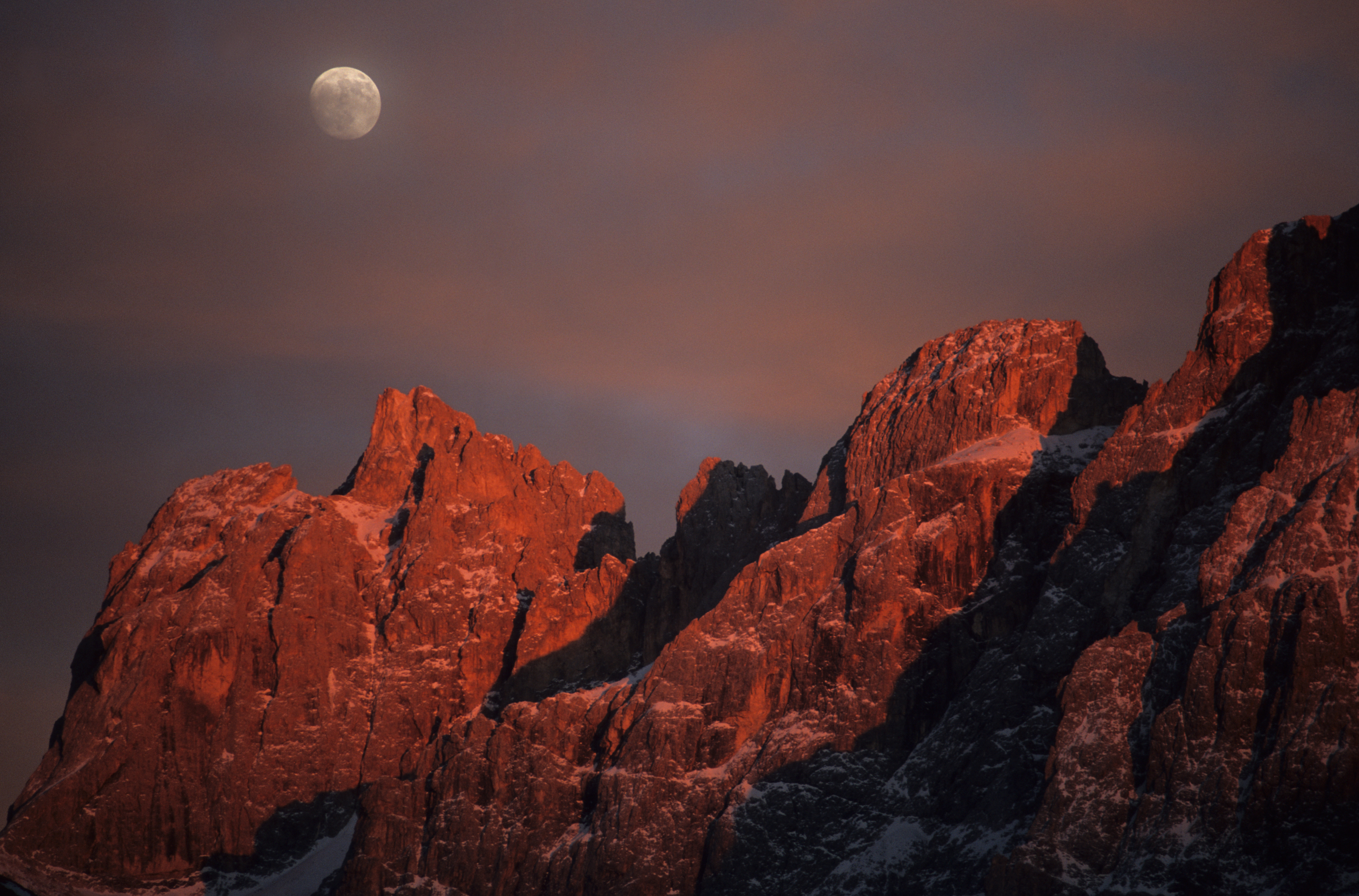
Le Pale di San Martino al tramonto
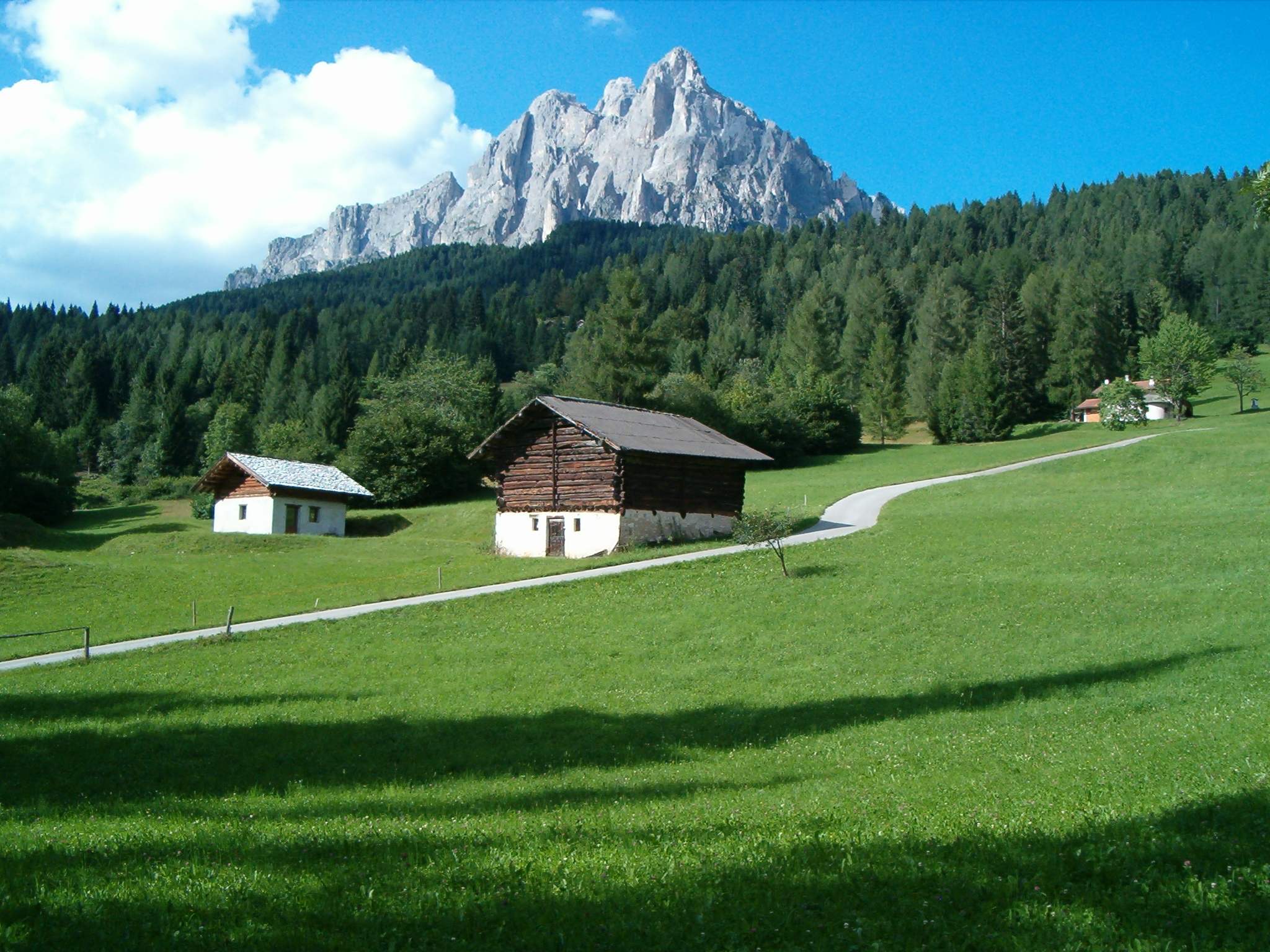
Masi nella zona di Tonadico
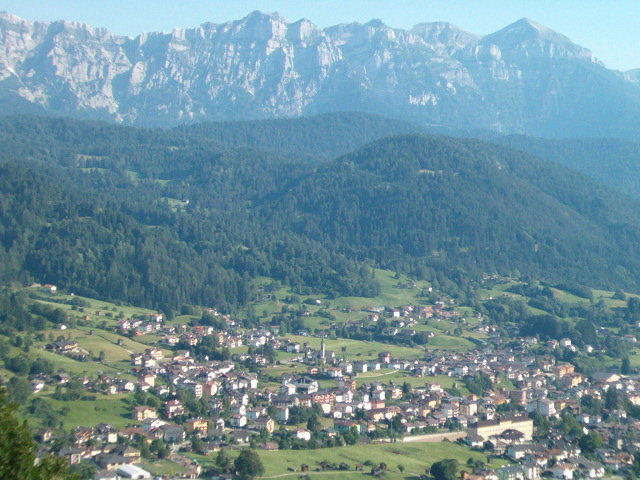
Panorama di Transacqua